# Руководство по выживанию среди зомби
«Руководство по выживанию среди зомби» (англ. The Zombie Survival Guide) — книга, написанная американским писателем Максом Бруксом и опубликованная в 2003 году. Книга является руководством по выживанию в случае наступления эпидемии «зомби-вируса». Основной особенностью книги является то, что автор описывает зомби как реально существующий природный феномен, с которым люди сталкивались с древних времён. В книге объединяется и описывается вся известная информация о живых мертвецах, а также рассматриваются различные варианты развития зомби-кризиса и приводятся основные возможные причины его наступления. В соответствии с различными сценариями даются советы по выживанию: как наиболее эффективно бороться с зомби и наиболее эффективно от них защищаться.

## Топ-10 советов по выживанию среди зомби
1. Постараться как можно быстрее найти всё самое необходимое: воду, пищу, бинты, фонарь, источники беспроводного питания (батарейки), спички и прочие необходимые вещи, и постоянно носить всё это при себе (воду и пищу из расчёта минимум на два дня).
2. Держаться подальше от небольших помещений и любых замкнутых пространств — они могут стать тупиком.
3. Не думая, без страха бить или стрелять в голову, чтобы остановить работу мозга, не сожалеть об убийстве (зомби  ничего не чувствуют).
4. Холодное оружие предпочтительнее, так как не требует перезарядки, однако не помешает иметь и огнестрельное, для чего необходимо наведаться в ближайший оружейный магазин, на пост охраны или военную базу.
5. Найти средства экстренной связи, в частности рацию — возможно, кто-то из не заражённых людей передаёт сигнал о безопасном месте (зомби на такое не способны). После себя оставлять данные о своём местоположении, возможно, их заметят, и вы будете продолжать путь не одни (это не опасно, так как зомби не способны распознавать текстовую информацию).
6. Идеальная защита — плотно прилегающая одежда, короткие волосы. Необходимо избегать попадания мёртвой крови в рот и на кожу, остерегаться царапин и укусов — они могут стать смертельными.
7. Чем дальше находишься от города, особенно большого, тем меньше проблем (в городе больше плотность населения, и соответственно, потенциально больше зомби).
8. Искать надёжное средство передвижения, лучше всего подойдёт бронированный инкассаторский автомобиль. Запастись бензином в как можно большем количестве.
9. Нигде подолгу не задерживаться, быть тише, быть начеку. По возможности, избегать стрельбы и света (костров, света фар, света в доме).
10. Не существует абсолютно безопасных мест, есть только более и менее опасные. Ночевать лучше на открытой местности, например, лугу или поляне, при этом желательно находиться как можно выше, например, на холме — в этом случае радиус обзора будет больше.

## Содержание
Книга состоит из семи глав и приложения. Последние страницы пусты и предназначены для того, чтобы читатель вёл на них собственный дневник выживания среди зомби.

### 1. «Мифы и реальность»
Здесь собраны все известные факты о зомби. Описывается вирус Solanum, превращающий человека в «живого мертвеца»; подробно описаны его свойства и особенности распространения (через открытую рану и при контакте с инфицированной кровью или слюной), а также возможные варианты лечения, наиболее эффективным из которых является ампутации повреждённой зомби конечности, при невозможности этого предлагается самоубийство. Также рассматриваются возможные причины того, что зомби нападают на людей, но игнорируют животных.

### 2. «Оружие и тактика его применения»
Здесь подробно рассмотрена эффективность различных видов оружия в качестве средств обороны от зомби. Изучено множество вариантов от подручных средств: дубинка, пистолет (актуально для стран лёгкого доступа к огнестрельному оружию) до весьма сложных и экзотических: биологическое оружие, радиация, нанооружие. Выявляются основные плюсы и минусы разного вида противодействия зомби, а также даются рекомендации по тактике его применения.

### 3. «Оборона»
Здесь рассматриваются варианты амуниции, влияние различных факторов на выбор зданий и построек в качестве убежища, как при кратковременной, так и при длительной осаде со стороны зомби.

### 4. «Побег»
Здесь рассматриваются плюсы и минусы различных видов транспорта для безопасного перемещения по заражённой территории.

### 5. «Атака»
Здесь рассматривается тактика «зачистки» территории от заражённых вирусом зомби.

### 6. «Конец света»
Здесь рассматриваются различные сценарии того, как незаражённые люди остаются в абсолютном меньшинстве и остаткам человечества приходится приспосабливаться к жизни в совершенно новом мире без надежды на скорое улучшение.

### 7. «Документы»
Здесь собраны описания фиктивных документов о вспышках зомби-вируса с древнейших времён. Согласно автору, самым ранним столкновением людей с зомби является инцидент, произошедший в провинции Катанга, Центральная Африка, в 60 000 г. до н. э., при этом автор признаёт недостоверность этого события и утверждает, что наиболее ранняя достоверная зомби-эпидемия произошла в 3000 году до н. э. в Нехене, Древний Египет, а последний известный инцидент произошёл в 2002 году в городе Сент-Томас, Виргинские острова. Зомби-вирусом объясняется исчезновение колонии Роанок.

### Приложение
Журнальная секция содержит вступление к следующему роману «Мировая война Z», описывающему историю пандемии зомби-вируса, опустошение планеты и последующую долгую борьбу человечества за выживание.